# Riu volador
Riu volador és el nom amb el què es coneix el moviment de grans quantitats de vapor d'aigua a l'atmosfera, que viatgen des de la conca de l'Amazones fins a altres parts de l'Amèrica del Sud.
Els arbres de la selva amazònica capten la humitat per les arrels i l'alliberen en forma de vapor d'aigua per transpiració. El vapor s'acumula al cel i, per efecte del vent i la calor, cau en forma de precipitació, formant un riu virtual.

## Concepte
Als boscos tropicals, com els de l'Amazònia, un arbre mitjà allibera diàriament 1.000 litres de vapor d'aigua a l'atmosfera. Els càlculs mostren que, mentre que en un metre quadrat de la superfície del mar s'evapora un litre d'aigua cada dia, en una àrea igual de la selva s'evapora unes vuit vegades més aigua, a causa de les múltiples capes de fullatge a la copa dels arbres.
El principal flux d'aire a la conca amazònica és en direcció sud-oest. Quan aquesta massa d'aire arriba als Andes, la serralada actua com una barrera natural, repartint grans volums d'aire humit que reguen les regions amazòniques de Colòmbia, Equador i el Perú; al centre i sud del Brasil;  Paraguai, nord d'Argentina i fins i tot a l'Uruguai; i plou en aquestes zones. Part de la massa d'aire es desplaça cap al nord des de la conca amazònica, en direcció a Veneçuela, Guyana, Guaiana Francesa i Surinam. Es calcula que la quantitat d'aigua que carreguen aquestes corrents d'aire a diari és de 20 mil milions de tones d'aigua, en masses de 3 quilòmetres d'alçada, centenars d'amplada i milers de longitud.

## Conseqüències climàtiques de la desforestació
El 2009, el científic climàtic brasiler Antônio Nobre va afirmar que, sense el riu volador, gran part del sud i sud-est del Brasil, que produeix aproximadament el 70% del PNB del país, seria un desert àrid. La desforestació de la selva amazònica a causa de la tala i l'agricultura és probable que es tradueixi en rendiments més baixos en altres llocs. El fum dels incendis provocats per alguns agricultors per netejar la terra envia partícules a l'atmosfera, la qual cosa provoca una disminució de les precipitacions, que al seu torn deixa els arbres, que han evolucionat en condicions humides, vulnerables al foc. Es creu que la sequeres del Brasil de 2010 i de 2014-15 es deuen a l'assecament dels rius voladors.